# A Canção do Amor
A Canção do Amor é o décimo primeiro álbum ao vivo da banda brasileira Diante do Trono, lançado em 2008.
Vendas
O CD vendeu mais de 150.000 cópias, recebendo a certificação de Platina. O DVD vendeu mais de 53.000 cópias, sendo certificado como Disco de Platina.

## História
| Críticas profissionais | Críticas profissionais |
| Avaliações da crítica  | Avaliações da crítica  |
| Fonte                  | Avaliação              |
| ---------------------- | ---------------------- |
| Super Gospel           | (favorável)            |
| O Propagador           | [ 5 ]                  |

No anterior à gravação do A Canção do Amor, o grupo mineiro lançou o álbum Príncipe da Paz, gravado na Praça da Apoteose, no Rio de Janeiro.
O álbum foi gravado no Chevrolet Hall, em Recife, Pernambuco, nos dias 4 e 5 de Julho de 2008.
Foi a única gravação ao vivo do grupo, que a entrada não foi grátis.
Todas as canções foram compostas por Ana Paula Valadão.
A faixa-título foi posteriormente regravada no álbum comemorativo Renovo, sendo parte de um pot-pourri com a canção "Quero me apaixonar", tema do 6º álbum do ministério. Essa versão foi regravada em alemão posteriormente. A faixa "Porque te amo" foi regravada também no álbum Renovo. Já a canção "Oásis", que integra apenas o DVD, faz parte do primeiro CD ao vivo da integrante Marine Friesen, Alfa & Ômega (que também participa da versão original, mas em dueto com Mariana Valadão), essa mesma canção juntamente com Deuteronômio 11, foram disponibilizadas no álbum Extras lançado em 2021. A canção "Confio em Teu amor" foi versionada para o finlandês e regravada no álbum dos ex-integrantes do ministério, Rodrigo e Saara Campos. A canção "Pelo Teu amor" faria parte do álbum Tu reinas, mas foi substituída por "Águas purificadoras". A canção "Minha Herança" foi regravada num medley com a canção "Quero Subir", no álbum comemorativo de 25 anos do ministério, Memórias do Coração.

## Faixas
Todas as faixas escritas e compostas por Ana Paula Valadão. 
| N.º | Título                | Duração |  |
| 1.  | "Saudades"            | 6:21    |  |
| 2.  | "Desperta"            | 6:03    |  |
| 3.  | "Pela Manhã"          | 4:38    |  |
| 4.  | "Com Júbilo eu Canto" | 9:23    |  |
| 5.  | "Confio em Teu Amor"  | 7:05    |  |
| 6.  | "O Teu Amor"          | 6:22    |  |
| 7.  | "Pelo Teu Amor"       | 6:49    |  |
| 8.  | "A Canção do Amor"    | 8:33    |  |
| 9.  | "Porque Te Amo"       | 5:34    |  |
| 10. | "Espontâneo"          | 5:45    |  |
| 11. | "Minha Herança"       | 6:58    |  |

DVD
| Título              | Solita(s)                                       |
| ------------------- | ----------------------------------------------- |
| Desperta            | Ana Paula Valadão                               |
| Pela Manhã          | Ana Paula Valadão                               |
| Com Júbilo Eu Canto | André Valadão                                   |
| Espontâneo 1        | Ana Paula Valadão                               |
| Confio Em Teu Amor  | Ana Paula Valadão                               |
| O Teu Amor          | Ana Paula Valadão, Helena Tannure, Soraya Gomes |
| Espontâneo 2        | Ana Paula Valadão                               |
| Pelo Teu Amor       | Ana Paula Valadão                               |
| Deuteronômio 11     | Ana Paula Valadão                               |
| A Canção do Amor    | Ana Paula Valadão                               |
| Espontâneo 3        | Ana Paula Valadão                               |
| Porque Te Amo       | Ana Paula Valadão                               |
| Espontâneo 4        | Ana Paula Valadão                               |
| Oásis               | Mariana Valadão, Marine Friesen                 |
| Minha Herança       | Ana Paula Valadão                               |

Extras
- Testemunho Familia Valadão
- Ministração Profética por Recife e pelo Brasil
- Canção Extra: Saudades
- Palavra Ana Paula